# باكوكي

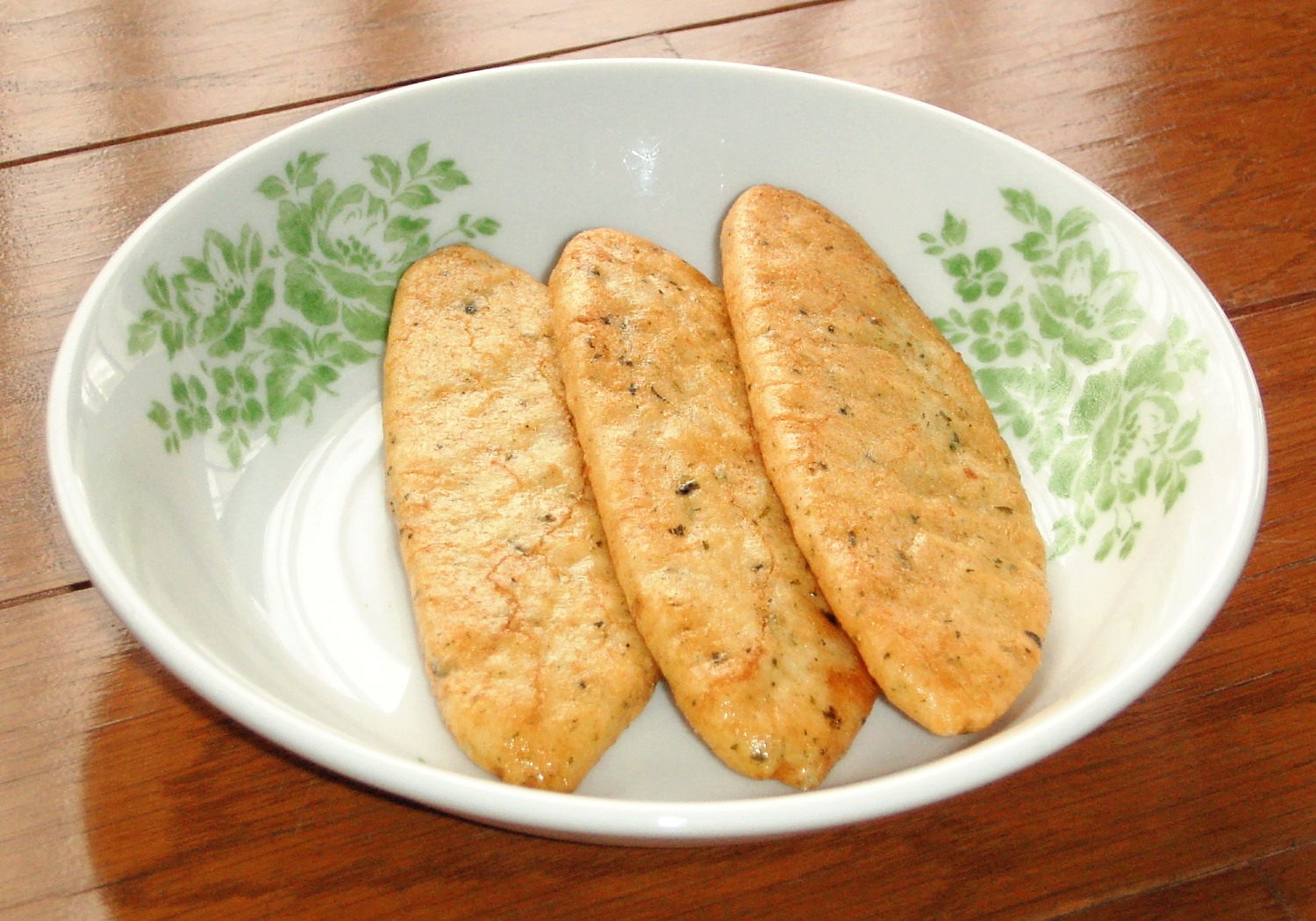
باكوكي بنكهة أونوري من إعداد كورياما بيكا

باكوكي أو باللغة اليابانية ばかうけ هو نوع من الوجبات الخفيفة اليابانية. وهو يكون على شكل موزة مع اضاقة نكهات مختلفة.
تعني كلمة باكوكي في لهجة نييغاتا اليابانية العامية «استقبالًا جيدًا للغاية».